# 입헌주의
입헌주의(立憲主義, 영어: Constitutionalism, 문화어: 립헌주의)는 국민의 기본적 인권을 보장하기 위하여 통치 및 공동체의 모든 생활이 헌법에 따라서 영위되어야 한다는 정치원리를 말한다. 그에 따른 정치를 입헌정치(立憲政治) 또는 헌정(憲政)이라고 한다.

## 판례
헌법에서 국가긴급권의 발동기준과 내용 그리고 그 한계에 관해서 상세히 규정함으로써 그 남용 또는 악용의 소지를 줄이고 심지어는 국가긴급권의 과잉행사 때는 저항권을 인정하는 것이 입헌주의의 요청이기도 하다.

## 의미
헌법에 의한 통치, 즉 헌법을 통해 국민의 자유와 권리를 명확히 규정하고 국민의 자유와 권리가 국가 권력에 의해서 부당하게 침해당하지 않도록 국가 권력을 헌법에 구속하는 통치 원리이다.

## 같이 보기
- 법치주의

## 참고 문헌
- 칼J.프리드리히 저, 현대헌법과 입헌주의, 박남규 역, 홍익출판사, 2006.
- 김철수(교수) 저, 한국입헌주의의 정착을 위하여, 법서출판사, 2003.